# 玛丽·塞巴格
玛丽·塞巴格（法語：Marie Sebag，1986年10月15日—），法国女子国际象棋棋手，国际象棋特级大师。
塞巴格曾于1998年、1999年、2002年先后获得欧洲青少年女子12岁组、14岁组、16岁组冠军。此外，她还于2000年、2002年两夺法国全国女子冠军头衔。2003年，获国际象棋国际大师称号。2004年，获世界青少年女子18岁组亚军。2006年，她曾打入女子世界国际象棋锦标赛四强。2008年，晋升为国际象棋特级大师。